# قرصی‌سوسک‌واران
قرصی‌سوسک‌واران (نام علمی: Byrrhoidea) نام یک بالاخانواده از فروراسته بهارسوسک‌ریختان است.